# Quiriniaga
Quiriniaga (Kirinyaga) é um condado do Quênia situado na antiga província Central. Tem como capital a cidade de Querugoia. De acordo com o censo de 2019, havia 610 411 habitantes. Possui 1 478 quilômetros quadrados de área.